# Bactrocera carambolae
Bactrocera carambolae är en tvåvingeart som beskrevs av Drew och Albany Hancock 1994. Bactrocera carambolae ingår i släktet Bactrocera och familjen borrflugor. Inga underarter finns listade.